# 性病予防法
性病予防法（せいびょうよぼうほう）とは、性病の予防および性病患者に対する適正な医療の普及を図ることによって、性病が個人的にも社会的にも害を及ぼすことを防止し、もって公共の福祉を増進することを目的として制定された法律である。
1948年（昭和23年）7月15日公布、同年9月1日施行。1998年（平成10年）10月2日に感染症法が制定されたことにより、1999年（平成11年）4月1日に廃止された。その内容は現在、感染症法へ引き継がれている。
本法に規定された「性病」は、「梅毒」「淋病」「軟性下疳」「鼠径リンパ肉芽腫」の4疾患であった。
所管は当初、厚生省予防局防疫課であったが、公衆衛生局を経て1999年の廃止時は保健医療局結核感染症課（現：厚生労働省健康・生活衛生局感染症対策課）が担当していた。

## 構成
- 第1章 総則（第1条～第5条）
- 第2章 届出（第6条～第7条）
- 第3章 健康診断（第8条～第13条）
- 第4章 治療（第14条～第15条）
- 第5章 施設（第16条）
- 第6章 費用（第17条～第21条）
- 第7章 補則（第22条～第25条）
- 第8章 罰則（第26条～第32条）

## 性病予防法に基づく狩込み
法が施行された後、本法第11条を根拠に路上などで客引きをする売春婦などを捕らえ、命令書を渡して保健所へ同行、性病の検診を行う「狩込み」が行われるようになった。しかし1950年10月30日、法務府法制意見局（現・内閣法制局）が「（性病の検診に関して）強制力の行使を許しているものではない」として警告を出したことから、狩込みは事実上中止に追い込まれた。